# Levél
Levél (deutsch: Kaltenstein) ist eine Gemeinde im Komitat Győr-Moson-Sopron in Nordwest-Ungarn, nahe der Grenze zu Österreich. Die nächste größere Stadt ist das fünf Kilometer entfernte Mosonmagyaróvár.

## Geschichte
Die Gemeinde wurde zum ersten Mal im Jahr 1410 als Kalthostan erwähnt. Der ungarische Name Levél tauchte zum ersten Mal in einem Steuerpapier auf. Im Jahr 1529 entsiedelte der ansässige türkische Gouverneur den Ort vollständig. Um 1570 nutzte der württembergische König Maximilian II. die Gegend, um sächsische Sträflinge anzusiedeln. In der Zeit um 1809 besetzten französische Truppen die Ortschaft, was zu wirtschaftlichen Einbußen führte.
1910 lebten hier 1556 Einwohner, von denen 1436 Deutsche (92 %) und 111 Ungarn (7 %) waren. Der überwiegende Teil der Einwohner gehörte der evangelischen Kirche A.B. an.
Während des Zweiten Weltkriegs beschlagnahmten die Soldaten der deutschen Wehrmacht alle landwirtschaftlichen Erzeugnisse und das Nutzvieh, was dann zu einer Lebensmittelknappheit führte. Nach dem Krieg wurde der Großteil der deutschen Bevölkerung deportiert. Während der kommunistischen Ära erfuhr die Gemeinde durch staatliche Investitionen einen wirtschaftlichen Aufschwung.

## Einwohner
Seit einigen Jahren steigt die Bevölkerungszahl kontinuierlich. Statistisch gesehen benötigen 50–60 % Sozialhilfe. Nur 6 % haben ein abgeschlossenes Hochschulstudium. Der größte Teil (49 %) arbeitet in der Industrie, 15 % im Handel und 6,5 % in der Landwirtschaft. Die meisten Arbeitnehmer arbeiten in Mosonmagyaróvár.